# Pompage (aérodynamique)

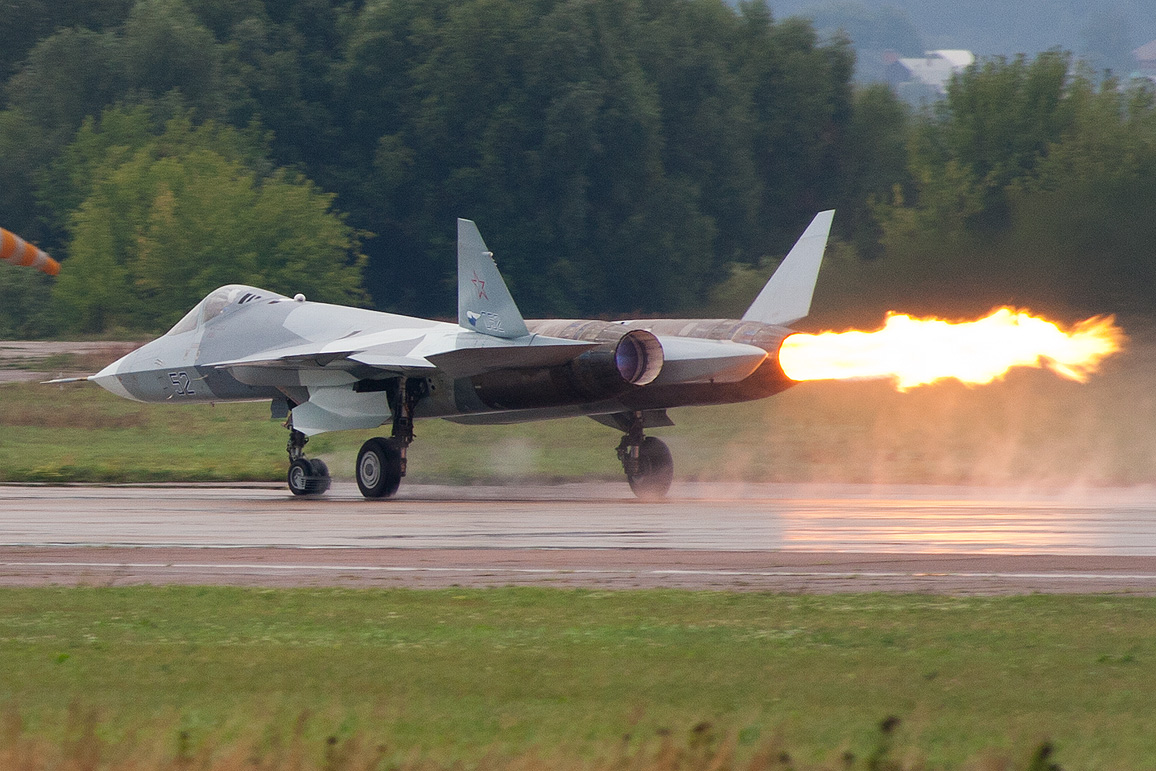
Un Soukhoï T-50 PAK-FA victime d'un pompage sur son moteur droit, lors du MAKS 2011, à Moscou.

Le pompage ou décrochage de compresseur est un phénomène aérodynamique qui intervient dans le compresseur d'un turboréacteur d'avion (en anglais : compressor stall,  ou compressor surge).

## Caractéristiques du phénomène

Animation d'un compresseur axial : les aubes du rotor accélèrent le flux d'air, les aubes fixes du stator redressent le flux.

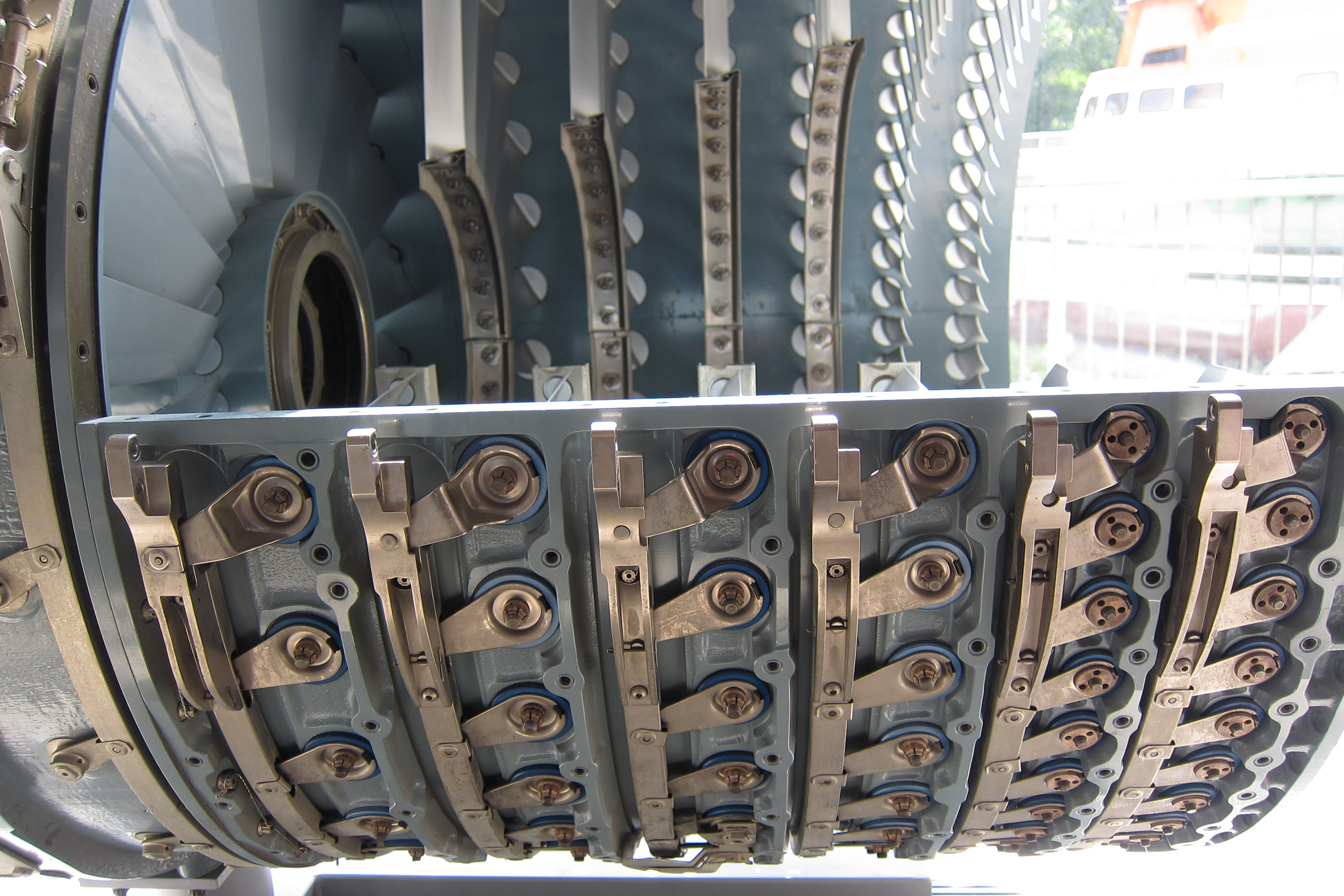
Aubes de stator à calage variable (VSV en anglais « Variable Stator Vanes ».

De même qu'une aile d'avion présentant un angle d'incidence élevé perd de sa portance et « décroche », un compresseur peut subir un phénomène analogue. Cette incidence élevée s'obtient à petit débit. Lorsque la différence de pression entre l'entrée et la sortie d'un compresseur devient trop élevée, des instabilités que l'on appelle décollements de couche limite apparaissent au niveau des aubes du compresseur. Le décrochage aérodynamique ne permet plus de pousser les gaz dans le bon sens, et la partie « haute pression » du compresseur (la sortie) se vide dans sa partie « basse pression » (l'entrée). Dans certains cas extrêmes, une inversion du sens d'écoulement peut même se produire.
Ces grandes fluctuations de débit portent le nom de pompage, en raison de la nature de ce phénomène d'instabilité aérodynamique, qui donne naissance à des ondes longitudinales. Vu de l'extérieur, ce phénomène ressemble à celui de l'instabilité d'une boucle de régulation (pompage de vitesse...). Si, en augmentant la vitesse de rotation, la différence de pression entre l'entrée et la sortie d'un compresseur augmente, cette augmentation de pression est limitée par ce phénomène de pompage. Lorsque le rapport de compression (c'est-à-dire le rapport entre la pression de sortie et la pression d'entrée du compresseur) dépasse une valeur critique, le pompage apparaît et l'augmentation de la vitesse de rotation des aubes du compresseur n'influera presque plus sur le rapport de compression.
Si ce phénomène nivelle les performances des compresseurs, il est également parfois très destructeur pour les aubes des compresseurs. Une inversion de débit peut avoir des conséquences désastreuses pour un turboréacteur :
- Rupture des ailettes, sur les compresseurs axiaux ;
- Vibrations axiales de très forte amplitude, avec destruction des dispositifs d'étanchéité internes sur les compresseurs centrifuges.

La seule manière de stopper un pompage est de limiter la durée de fonctionnement du compresseur dans sa plage à faible débit, cause principale de l'apparition du phénomène. La plupart du temps, de simples clapets de décharge suffisent à régler le problème, bien qu'ils induisent forcément une réduction de la plage de fonctionnement du compresseur (ce dernier restera surtout axé sur un emploi à haut régime). Dans certains cas, le pompage est toutefois impossible à stopper, et la destruction du compresseur est alors quasiment inévitable.

Les turboréacteurs sont les principaux systèmes concernés par les apparitions de phénomènes de pompage.

## Exemples concrets d'apparition de phénomènes de pompage

### Exemples de la vie courante
Pour illustrer le phénomène de pompage, de simples petites expériences de la vie quotidienne suffisent amplement.
Par exemple, lorsque l'on colle un linge contre un ventilateur en été, on entend soudain un bruit de vibration important et le ventilateur se met à trembler. Ce phénomène est dû au fait que le vêtement placé devant l'hélice bloque une grande partie de l'écoulement normal de l'air, ce qui finit par le faire repartir dans le sens opposé. Les battements perçus proviennent des pales de l'hélice, prises dans un écoulement fortement turbulent.
De même, le bruit caractéristique d'emballement du moteur d'un aspirateur, lorsqu'un tapis ou un tissu se colle devant le tuyau et le bouche, est typique de l'apparition d'un phénomène de pompage au niveau des pales de sa turbine (qui crée la dépression en rejetant l'air par les évents sur le côté de l'appareil). En effet, le cheminement de l'air aspiré, qui arrive normalement du tuyau et se fait évacuer à l'arrière de l'aspirateur, se retrouve subitement modifié. Les pales de la turbine ne recevant plus d'air par le tuyau, le flux se retrouve perturbé et des décollements du fluide apparaissent sur les pales.

### Domaine aéronautique

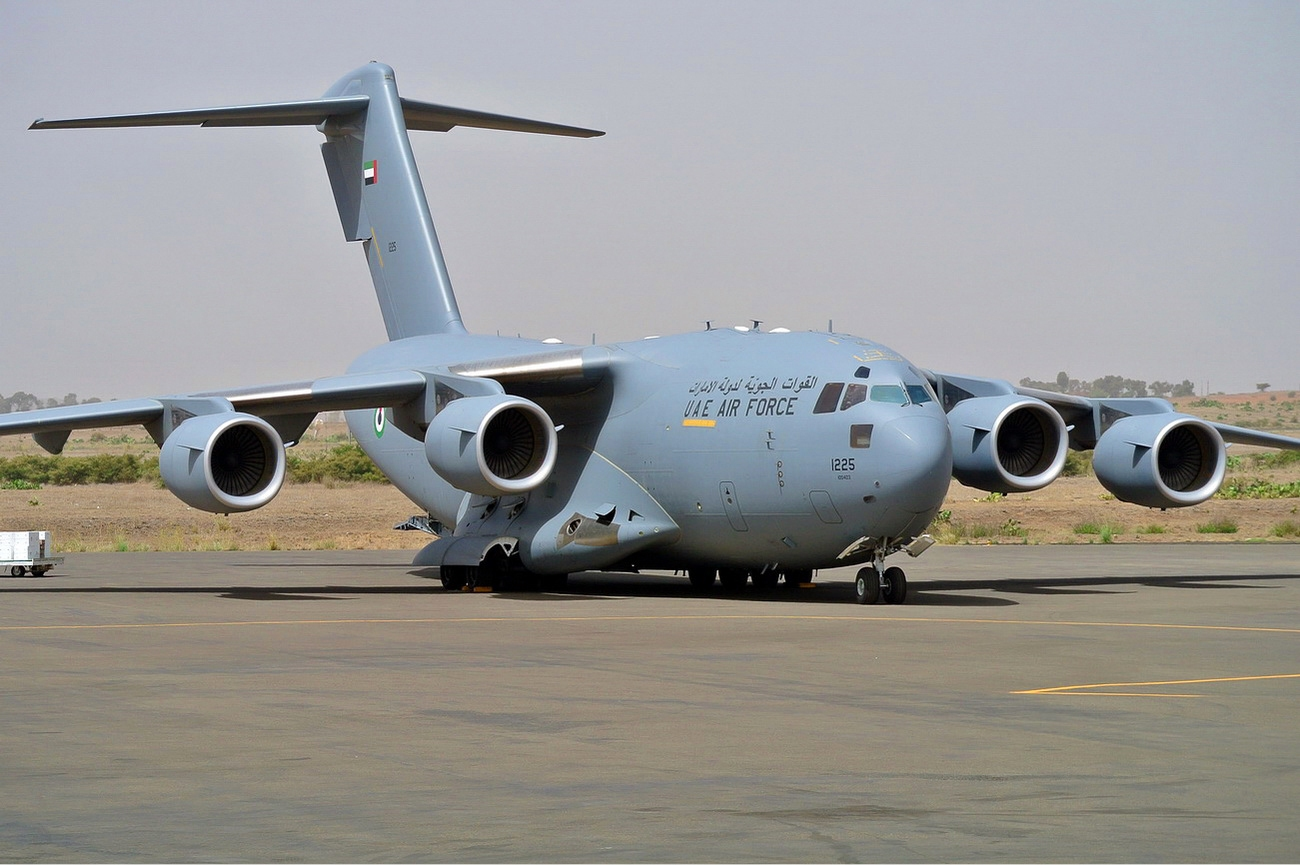
Le C-17 Globemaster III est régulièrement victime de phénomènes de pompage lors de meetings aériens, lors de l'utilisation de ses inverseurs de poussée.

En aéronautique, le phénomène de pompage concerne essentiellement les turboréacteurs, qu'ils soient à simple ou double flux, et plus rarement certaines turbomachines. Il s'agit de l'un des problèmes les plus complexes auxquels un pilote peut avoir à faire face, car il se produit généralement au décollage.
En effet, lors de cette phase cruciale du vol, qui correspond à une basse altitude et des régimes de fonctionnement élevés, l'avion nécessite une puissance maximale de la part de ses moteurs pour s'élancer rapidement, mais se trouve à une vitesse nulle ou réduite (au début du roulage). Cela limite la capacité des gaz chauds des moteurs à s'échapper par l'arrière, également freinés par les étages de turbine en aval de la chambre de combustion, qui doivent entraîner à l'avant les étages du compresseur. Les gaz d'échappement du moteur se retrouvent donc parfois face à un « bouchon », engendrant beaucoup de contre-pression à l'intérieur du réacteur, ce qui peut tourner au cercle vicieux et entraîner un phénomène de pompage. Ce phénomène se produira surtout si l'avion décolle par vent arrière. Afin de contrer ce phénomène, l'avion décolle face au vent, ce qui profite également à la portance créée au décollage et raccourcit les distances nécessaires pour décoller, mais augmente la pression à l'entrée du compresseur.
En vol à haute altitude, le phénomène a relativement peu de chances de se produire, car la vitesse importante de l'air qui s'engouffre dans les moteurs diminue les risques de voir se former une surpression dans l'échappement. Cependant, les changements de régime et de paliers de vol peuvent parfois créer de petites apparitions de pompage, qui restent bien moins grandes que celles se produisant à basse altitude.
Le pompage peut également apparaître en cas de changement de régime brutal (« plein gaz » brutal depuis une basse vitesse), lors d'une utilisation extrême des inverseurs de poussée,, d'une défaillance d'un autre système ou à la suite de l'absorption d'un corps étranger qui déforme les aubes du compresseur et modifie les propriétés d'écoulement de l'air admis à l'intérieur du moteur. Afin de contrer ce phénomène, les réacteurs actuels sont dotés de clapets de décharge, évacuant une partie de la surpression lorsqu'elle se produit et limitant ainsi les risques d'apparition du phénomène. Lorsque le pompage apparaît, la procédure demande de réduire les gaz, ce qui n'est plus possible au décollage lorsqu'une certaine vitesse est atteinte (V1). C'est pourquoi les pilotes cherchent absolument à éviter l'apparition de ce phénomène.
Lorsqu'un avion est victime d'un pompage, le phénomène se manifeste par une succession de petites bouffées d'air, au bruit semblable à une succession de petites explosions se produisant à l'intérieur du moteur. De nombreuses vidéos disponibles sur internet expliquent le phénomène, ou présentent son apparition sur des avions commerciaux ou de grande taille,. Certains avions de chasse sont parfois également victimes du phénomène.

### Domaine automobile
Le phénomène de pompage est très présent sur les moteurs suralimentés, équipés de turbocompresseurs ou de compresseurs, dans lesquels il se produit lors des importants changements de débit d'air consécutifs à la fermeture du papillon des gaz du moteur. Ce phénomène se produit donc lors des relâchés de l'accélérateur après avoir grimpé en régime, lorsque le compresseur du turbo envoie un fort débit d'air sous pression vers le moteur mais que le volet obstrue soudainement le passage en se refermant.
Le phénomène, qui produit un bruit de toussotement très caractéristique et apprécié des amateurs de véhicules sportifs,, est contré par la mise en place de clapets de décharge dans la ligne d'admission ou d'échappement du véhicule. On parle alors de dump valves et de wastegates, les premières agissant directement dans le circuit d'admission et les deuxièmes permettant de faire ralentir le turbo en déviant une partie des gaz d'échappement entraînant la turbine. Une autre solution consiste à créer de petites ouvertures dans la virole d'admission du turbo, permettant à une partie des gaz comprimés par le compresseur d'être rejetés en amont de ce dernier. Désignée « ported shroud », cette technique permet de retarder l'apparition des décollements aérodynamiques sur les pales du compresseur en maintenant une dépression d'air relativement faible devant ce dernier.

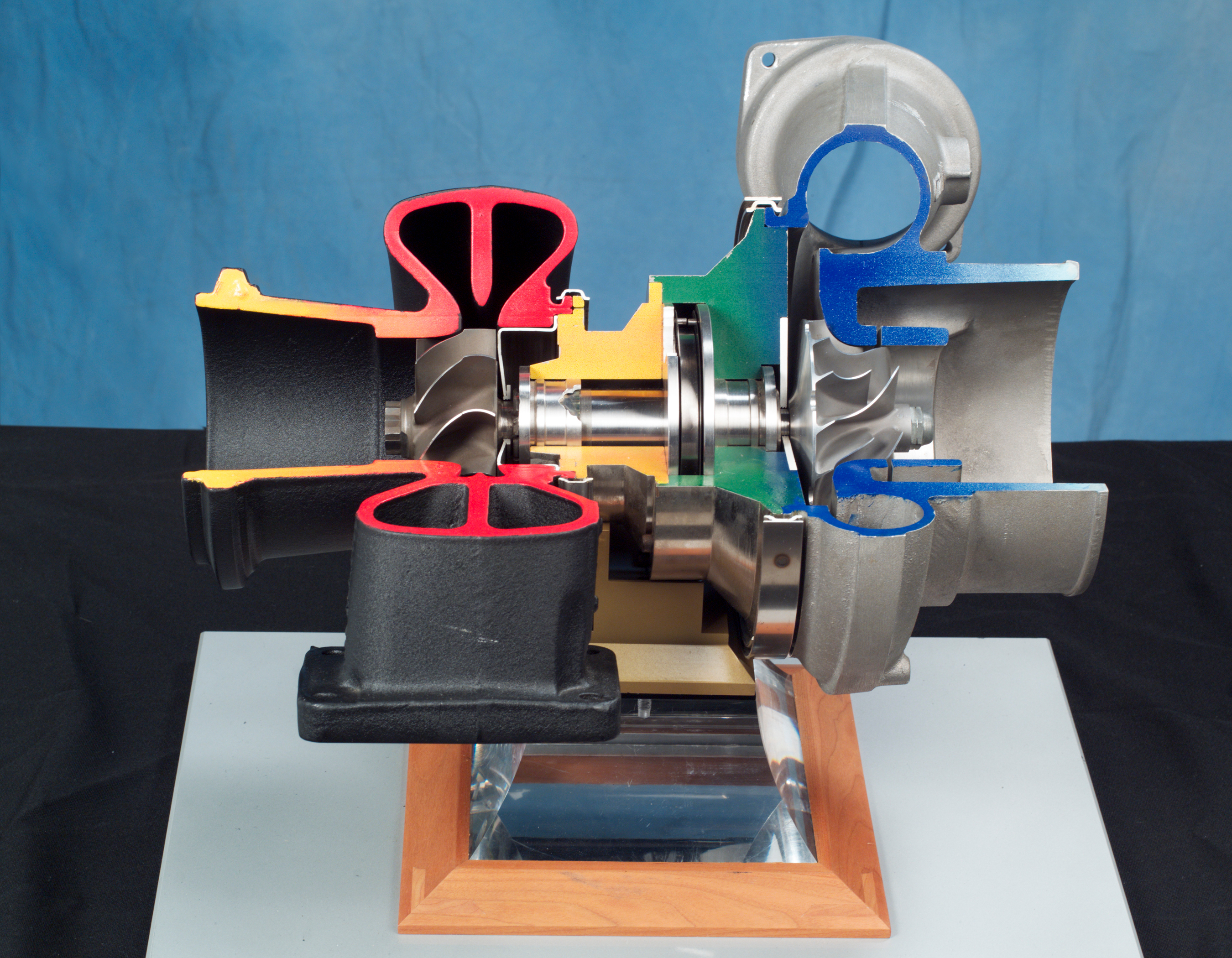
Les turbocompresseurs sont très sujets au pompage. Les petites fentes au niveau des ailettes du compresseur (en bleu) sont les évents du dispositif ported shroud, permettant de limiter l'apparition du phénomène.